# Georges Mandjeck
Georges Constant Mandjeck (* 9. Dezember 1988 in Douala) ist ein kamerunischer Fußballspieler.

## Karriere

### Verein
Der defensive Mittelfeldspieler, der auch in der Innenverteidigung eingesetzt werden kann, stammt aus der Fußballschule Kadji Sports Academy. Er spielte dort auch in der Kampfmannschaft, die nach der Saison 2006 – in Kamerun wird die Saison im Kalenderjahr ausgetragen – aus der Première Division abgestiegen war.
Zur Saison 2007/08 wechselte Mandjeck zum damaligen deutschen Meister VfB Stuttgart. Dort soll er behutsam an den Profifußball herangeführt werden. Sein Debüt in der ersten Mannschaft gab er am 25. Juli 2007 im Ligapokalspiel gegen den FC Bayern München, als er in der 89. Minute für Antônio da Silva eingewechselt wurde. In der Hinrunde der Spielzeit 2007/08 kam er jedoch zu keinem Einsatz in der Bundesliga für die Schwaben und wurde daher in der Winterpause an den 1. FC Kaiserslautern in die 2. Bundesliga verliehen. Dort absolvierte er am 1. Februar 2008 in der Startformation von Kaiserslautern im Zweitligaspiel bei Borussia Mönchengladbach sein Profidebüt im deutschen Fußball. Bei den im Abstiegskampf befindlichen Pfälzern konnte er sich zeitweise in der Startelf behaupten und kam nach einem Platzverweis beim 0:0 im Spiel gegen den FC Erzgebirge Aue zu zehn Zweitligaeinsätzen. Nach seiner Rückkehr zum VfB Stuttgart debütierte er am 13. September 2008 beim 0:0 im Auswärtsspiel bei der TSG 1899 Hoffenheim in der Bundesliga, als er in der 84. Spielminute für Khalid Boulahrouz eingewechselt wurde. Zur Saison 2009/10 wurde Mandjeck für ein Jahr wieder an den 1. FC Kaiserslautern verliehen und wurde mit dem Klub als Stammspieler Meister der 2. Bundesliga.
Ein Jahr später wechselte er zu Stade Rennes. Im Sommer 2013 wechselte er in die türkische Süper Lig zum Aufsteiger Kayseri Erciyesspor und spielte hier zwei Jahre lang. Zur Saison 2015/16 schloss sich Mandjeck dem FC Metz und 2017 Sparta Prag an. Nur sechs Monate später wurde er zurück an den FC Metz verliehen. Im Sommer 2018 erfolgte dann eine weitere Ausleihe für die Saison 2018/19 an Maccabi Haifa nach Israel. In der folgenden Saison spielte Mandjeck wieder bei Sparta Prag und wurde, wenn er auch nur in der 3. Pokalrunde selbst spielte, mit dem Verein tschechischer Pokalsieger.
In der Saison 2020/21 stand er in den fünf Ligaspielen nicht im Spieltagskader. Ende September 2020 wechselte er zum belgischen Erstdivisionär Waasland-Beveren und unterschrieb dort einen Vertrag für den Rest der Saison.

### Nationalmannschaft
Georges Mandjeck durchlief von der U-15 bis zur U-23 sämtliche Juniorennationalmannschaften Kameruns, bestritt ungefähr 40 Partien und nahm auch am U-20-Africa-Cup 2007 teil.
Im Sommer 2008 wurde Mandjeck für die Olympiaauswahl Kameruns nominiert, die am olympischen Fußballturnier in Peking teilnahm. Dort spielte er bei zwei Spielen seiner Nationalauswahl und schoss im ersten Spiel gegen Südkorea das Tor zum 1:1-Endstand.
Am 14. Oktober 2009 debütierte er in der kamerunischen A-Nationalmannschaft in einem Testspiel gegen Angola.
Mandjeck war im kamerunischen Kader für die Afrikameisterschaft 2010. Nachdem er in den ersten beiden Vorrundenspielen noch auf der Bank Platz nehmen musste, war Mandjeck im letzten Gruppenspiel beim 2:2 gegen Tunesien, durch das sich Kamerun für das Achtelfinale qualifizieren konnte, und bei der 1:3-Viertelfinalniederlage gegen Ägypten über die volle Distanz im Einsatz. Bei der Fußball-Afrikameisterschaft 2017, kam er in fünf Partien zum Einsatz. Beim Afrika-Cup 2019 spielte er in zwei von drei Gruppenspielen und im Achtelfinale, in dem Kamerun ausschied.

## Erfolge

### Verein
- Tschechischer Pokalsieger: 2020

### Nationalmannschaft
- Afrikameister: 2017